# Microsatèl·lit
Un microsatèl·lit és una seqüència d'ADN repetitiu en la qual es repeteixen certs motius d'ADN (entre 1 i 6 o més parells de bases de llargada), generalment entre 5 i 50 vegades. Els microsatèl·lits es troben en milers de llocs al llarg del genoma d'un organisme, generalment en zones no codificants de l'ADN. Tenen una taxa de mutació més elevada que d'altres àrees de l'ADN, la qual cosa condueix a una gran diversitat genètica. Els microsatèl·lits també es coneixen com a STR (de l'anglès Short Tandem Repeats) en genètica forense i en genealogia genètica, o bé com a SSR (de l'anglès simple sequence repeats) per part de genetistes vegetals.
El nom d'ADN "satèl·lit" fa referència a l'observació primerenca que la centrifugació de l'ADN genòmic en un tub d'assaig separa una voluminosa capa prominent d'ADN d'altres capes "satèl·lit" d'ADN repetitiu que l'acompanyen.
Degut a la seva elevada variabilitat, s'utilitzen àmpliament en l'anàlisi genètica per al diagnòstic del càncer, en l'anàlisi de parentiu (especialment en proves de paternitat) i en la identificació forense. També s'utilitzen en l'anàlisi de lligaments genètics per localitzar un gen o una mutació responsable d'una determinada característica o malaltia. Els microsatèl·lits també s'utilitzen en genètica de poblacions per mesurar els nivells de relació entre subespècies, grups i individus.